# Кригсмарине
Кригсмарине (на немски: Kriegsmarine – военноморски флот) е официалното название на военноморските сили на Германия в периода 1935 – 1945 г.
Наследник на Райхсмарине (Reichsmarine – флот на Райха) и последван след Втората световна война от Бундесмарине (Bundesmarine – федерален флот) и Фолксмарине (Volksmarine – народен флот), съответно във ФРГ и ГДР.

## История

### Райхсмарине до 1933 г.
Според клаузите на Версайския договор, на Германия е позволен военен флот до 15 000 души, шест големи кораба до 10 000 тона всеки, 6 крайцера, 12 ескадрени миноносеца, 12 торпедни катера и нито една подводница. Въпреки това, още преди издигането на Хитлер, немските военноморски сили започват превъоръжаване – през 1931 г. е спуснат на вода първия „джобен“ линеен кораб – „Дойчланд“.

### Изграждането на Кригсмарине
С идването на нацистите на власт през 1933 г., Хитлер скоро започва да игнорира много от клаузите в договора. Англо-немското военноморско съглашение от 18 юни 1935 г. позволява на Германия да построи военен флот с еквивалент до 35% от надводния тонаж на Великобритания и до 45% от подводния ѝ тонаж. Ограничението за линейните кораби е вдигнато на 35 000 тона. Малко преди това – на 1 юни, военноморският флот (дотогава Райхсмарине) е преименуван на Кригсмарине (една от трите съставни части на Вермахта).
След кризата от 1938 г., причинена от окупацията на Чехословакия, Германия отхвърля нацяло претенциите за спазване на ограниченията. През същата година е завършен план Z – проект за изграждането на военноморските сили, предвиждащ построяването на близо 800 кораба в периода 1939 – 1947 г. Проектът включва строежа на:
- 10 линейни кораба от клас Н и линейни крайцера (Schlachtschiffe)
- 4 самолетоносача
- 15 бронирани кораба (Panzerschiffe)
- 5 тежки крайцера
- 44 леки крайцера
- 158 ескадрени миноносци и торпедни катера
- 249 подводници, като и голям брой по-малки кораби

За числения състав е планирано да достигне над 200 000 души.
Тъй като едновременното и бързо изграждане на сухопътните сили и Луфтвафе изисква значителни усилия и ресурси, до началото на Втората световна война програмата за военноморския флот не е напреднала много. Изпълнението ѝ започва едва през януари 1939 г., с полагането на основите на три линейни кораба от клас Н и два леки крайцера от клас M. При избухването на войната на 1 септември, числеността на личния състав във флота е все още едва 78 000 души. С очакването на германците за бърза победа по суша, план „Z“ минава в архива и ресурсите, първоначално отделени за реализацията му, в по-голямата си част са прехвърлени за строителството на подводници.

### Бойни действия

#### Гражданска война в Испания
Първата война, в която Кригсмарине участва, е гражданската война в Испания от 1936 до 1939 г. След началото на бойните действия през юли 1936 г., в региона са изпратени още същия месец няколко големи кораба от немския военен флот – първите са Дойчланд, Адмирал Шеер и лекия крайцер Кьолн. Ескадрата е съпроводена от 2-ра флотилия торпедни катери. Присъствието на корабите се използва за прикрита поддръжка на националистите на Франциско Франко, въпреки че непосредствените задачи на Дойчланд са хуманитарни операции и спасяването на 9300 бежанци (включително 4550 германци). След създаването на Международния патрул за ненамеса – с цел налагане на въоръжено ембарго на воюващите страни, на Кригсмарине е определен район за патрулиране между Кабо де Гата (Алмерия) и Оропеса. В изпълнението на тези задължения са отделени голям брой кораби, включително крайцера Адмирал Граф Шпее. Немски подводници участват и в тайна акция срещу републиканския търговски флот – като част от операция Урсула. Най-малко 8 подводници в района участват в нападенията над голям брой кораби по време на конфликта. На 29 май 1937 г. Дойчланд е атакуван край Ибиса от 2 бомбардировача на републиканските въздушни сили (т.нар. Инцидент Дойчланд). Резултатът е 31 убити и 110 ранени (71 от тях с тежки обгаряния) на борда на кораба и като репресивна мярка Адмирал Шеер на 31 май обстрелва пристанището на Алмерия. В резултат на тази и следващите атаки (на републикански подводници срещу Лайпциг, близо до пристанището на Оран, между 15 и 18 юни), Германия се оттегля от Международния патрул, въпреки че до края на конфликта поддържа сериозно военно присъствие в района.

#### Втора световна война
С избухването на войната започва и битката за Атлантика за немския военноморски флот, който отначало страда от липсата на удобни пристанища, от които да атакува корабите на Съюзниците. Най-важните събития за Кригсмарине през първата година от войната са битката при Ла Плата и торпилирането на 2 големи британски кораба – линейния Роял Оук и самолетоносача Кърейджъс.
През април 1940 г. флотът участва в нападението над Норвегия (операция „Везерюбунг“), където получава тежки загуби – тежкия крайцер Блюхер е потопен в Ослофиорд от крепостта Оскарсборг, а 10 ескадрени миноносеца са унищожени от англичаните в битката край Нарвик. Кригсмарине също успява да потопи няколко кораба на противника, включително самолетоносача Глориъс. Загубите в норвежката кампания означават, че за планираното за лятото на 1940 г. (но неосъществено) нахлуване на Британските острови (операция „Морски лъв“) остават само няколко боеспособни надводни кораба. В Германия има сериозни съмнения дали Кригсмарине може да подсигури морските коридори за нападението срещу действия на Кралския флот. След капитулацията на Франция, немските подводници са преместени в нови бази, по-близо до британските морски пътища в Атлантическия океан. Отначало търговските конвои страдат сериозно от липсата на ескортни съдове, оборудвани с радари – трудно е да се открият германските подводници по време на нощните им надводни атаки. Поради тези причини, както и заради количеството потопени противникови кораби, съотнесени към броя унищожени немски подводници, този период се счита за най-успешния за Кригсмарине в годините на Втората световна война (т.нар. „Щастливо време“).
С влизането на Италия във войната през юни 1940 г. започва и битката за Средиземно море. От септември 1941 г. до май 1944 г. 62 немски подводници са изпратени в района, промъквайки се край английската военноморска база в Гибралтар. Те потопяват 24 военни кораба на Съюзниците (12 миноносеца, 4 крайцера, 2 самолетоносача и един линеен кораб), както и 94 търговски (с тонаж 449 206 тона). Нито една от подводниците, изпратени в Средиземно море не се завръща в Германия – повечето са унищожени в битки, а останалите са потопени от собствените си екипажи към края на войната.
През 1941 г. един от четирите модерни кораби на Кригсмарине – „Бисмарк“, потопява английския Худ, докато извършва пробив към Атлантическия океан за нападения над търговски съдове. На свой ред и „Бисмарк“ е преследван от многократно превъзхождащите го британски сили и унищожен, след като получава повреда от торпедо.
По време на войната Кригсмарине също така има за задача да пази важните пристанища и крайбрежни зони със зенитна и брегова артилерия.
Въпреки че през 1941 г. все още не е обявена война между Германия и САЩ, де факто те са воюващи държави – потопен е американския кораб Рубен Джеймс. Японската атака на Пърл Харбър и последвалото обявяване на война от Германия на САЩ през декември, водят до нова фаза в битката за Атлантика. В операция „Биене на тимпани“ и последвалите я действия до август 1942 г., голям брой съюзнически кораби са потопени край крайбрежието на Северна Америка, тъй като американските ВМС се оказват неподготвени за подводна война, въпреки ясните предупреждения (това е т.нар. „Второ щастливо време“ за Кригсмарине). Ситуацията се оказва толкова сериозна, че командването на Съюзниците започва да се страхува за цялостната си стратегия. Скоро след включването на САЩ, многобройния флот на страната и големия ѝ капацитет за строителство на нови кораби компенсират загубите, причинени от немските подводници. Подводната война продължава по всички фронтове и след нападението над СССР, няколко подводници са изпратени и в Черно море.
След битката в Баренцово море (която е неуспешна атака на немска ескадра срещу полярния конвой JW 51B) в края на 1942 г., вбесения Хитлер взима решение да „бракува“ бойните кораби и да пренасочи ресурсите към по-ефективните подводници. Решението му кара главнокомандващия на Кригсмарине – гросадмирал Редер да си подаде оставката. На негово място е назначен Карл Дьониц. От този момент надводния флот престава да бъде сериозна заплаха за Съюзниците. След потопяването на „Шарнхорст“ в края на 1943 г. в битката при Нордкап, малкото останали немски бойни кораби са прибрани в пристанищата си или патрулират в близост до тях, поради страха да не бъдат унищожени в сражения с английския флот. Най-големият от тях – линейния кораб Тирпиц е изпратен в Норвегия като заплаха срещу полярните конвои за СССР, а също така и като защита при евентуално нападение на Съюзниците. Когато и той е потопен от английски бомбардировачи в края на 1944 г. (операция Катехизис), британските ВМС успяват да освободят няколко кораба, патрулиращи край Норвегия и да ги изпратят в Тихия океан.
До края на войната немския военноморски флот основно има за задачи огневата поддръжка на отстъпващите по брега на Балтийско море сухопътни войски, както и организирането на няколко спасителни операции по превозването на бежанци към западните пристанища на Германия – Хамбург, Любек и др. Кригсмарине участва в евакуацията на немското население от Източна Прусия и Данциг (дн. град Гданск в Полша) през януари 1945 г., както и от Померания и Шчечин през март и април същата година. По време на операциите са потопени няколко големи пасажерски кораба, използвани от ВМС за евакуацията: Вилхелм Густлов и Гоя – от съветски подводници, а Кап Аркона – от британски бомбардировачи. Всеки от тях потъва с хиляди цивилни на борда си. В последните седмици на войната, от корабния състав на подводниците и другите кораби също така са съставени няколко дивизии пехота.
Между 1943 и 1945 г. група немски подводници действа и в Индийския океан от бази в окупираната от японците Холандска Индия – т.нар. група „Монсун“. Тъй като съюзническите конвои в тези води дотогава не са добре организирани, първоначалните успехи на германците са доста големи. Но и тук ситуацията скоро се променя. До края на войната подводниците се използват и за размяната на важни военни суровини и материали с Япония.

### Епилог
След края на Втората световна война, надводните кораби на Германия (останали са само 2 функциониращи кораба от големите класове) са поделени между победителите. Някои от тях, като незавършения самолетоносач „Граф Цепелин“, са използвани за цели при учебни стрелби, докато други (предимно миноносци и торпедни катери) са приети на въоръжение във флотовете на Съюзниците, изпитващи недостиг на надводни кораби след войната. Флотовете на Великобритания, Франция и СССР получават миноносците, а торпедни катери отиват и в тези на Дания и Норвегия. Миноносците са снети от въоръжение до края на 50-те години, докато няколко катера са върнати на военноморските сили на ФРГ в началото на 60-те.
През 1956 г., с приемането на ФРГ в НАТО, е създадена и новата ѝ флота – Бундесмарине. Някои от известните командири на кораби, служили през Втората световна война, като Ерих Топ и Ото Кречмер, остават на служба в Бундесмарине. В ГДР това става няколко години по-късно – през 1960 г. е основана Фолксмарине. С обединението на Германия през 1990 г., новия флот е решено да бъде наречен просто Военноморски флот на Германия.

## Командна структура
Адолф Хитлер, като фюрер, е върховен главнокомандващ на всички германски въоръжени сили, включително и на Кригсмарине. Неговата власт се упражнява чрез Главното командване на военноморския флот (Oberkommando der Marine) с:
- Главнокомандващ на военноморския флот (Oberbefehlshaber der Kriegsmarine)
- Началник на военноморския Генерален щаб (Chef der Stabes der Seekriegsleitung)
- Главнокомандващ на операциите (Chef der Operationsabteilung)

Под тях са:
- Регионалните командни структури – отговарят за обособени морски райони и са ръководени от гросадмирал или адмирал. По необходимост, от своя страна се делят на по-малки подразделения. Съществуващите по времето на Третия Райх регионални структури са главните военноморски командвания на: Балтийския флот и регионите (със съответстваща група на ВМС) „Север“, „Северно море“, „Норвегия“, „Изток“ (преди това Балтийски регион), „Юг“ и „Запад“.
- Командванията на отделните видове кораби – всички типове кораби имат своя командна структура, начело с флаг-офицер. Тук са включени командванията на линейните кораби, на крайцерите, ескадрените миноносци, подводниците, торпедните катери, миночистачите, разузнавателните сили, силите за охрана и на спомагателните съдове.
- Командванията на флотове, флотилии и ескадри – морските операции са командвани от флотски командир. Поради своя характер, тези структури са временни (само по време на акцията).

## Операции с участието на Кригсмарине
По хронологичен ред:
- 1940 г.:
  - „Северна граница“ (Nordmark) – има за цел да унищожи британски конвой в Северно море
  - „Тур в Северно море“ (Nordseetour) – първата операция на „Адмирал Хипер“ в Атлантическия океан
  - „Учение на Везер“ (Weserübung) – нападението над Дания и Норвегия
  - „Джуно“ (Juno) – опит за нарушаване на съюзническите доставки за Норвегия
  - „Викинг“ (Wikinger) – рейд на миноносци в Северно море
- 1941 г.:
  - „Берлин“ (Berlin) – рейда на „Шарнхорст“ и „Гнайзенау“ в Атлантика
  - „Учение на Рейн“ (Rheinübung) – пробива на „Бисмарк“ и „Принц Ойген“
- 1942 г.:
  - „Двоен удар“ (Doppelschlag) – рейда на „Адмирал Хипер“ и „Адмирал Шеер“ до остров Нова Земя
  - „Дворец на спорта“ (Sportpalast) – неуспешна акция (включваща и „Тирпиц“) срещу полярните конвои
  - „Ход на коня“ (Rösselsprung) – операция (включваща и „Тирпиц“) срещу полярния конвой PQ-17
  - „Страна на чудесата“ (Wunderland) – рейд на „Адмирал Шеер“ в Карско море
  - „Биене на тимпани“ (Paukenschlag) – кампанията на подводниците по източното крайбрежие на САЩ
  - „Дъга“ (Regenbogen) – неуспешна атака на „Адмирал Хипер“ и „Лютцов“ над полярния конвой JW-51B
  - „Цербер“ (Cerberus) – преминаването на някои от големите бойни кораби през Ла Манша
- 1943 г.:
  - „Домино“ (Domino) – неосъществена акция за излизане в Атлантика на „Шарнхорст“, „Принц Ойген“ и няколко миноносеца
  - „Цитронада“ (Zitronella) рейда над остров Шпицберген
  - „Източен фронт“ (Ostfront) – последната акция на „Шарнхорст“
- 1945 г.
  - „Капак“ – операцията по потопяване на подводниците на Кригсмарине (след края на войната)

## Кораби
В началото на войната повечето от корабите на немския военноморския флот са модерни – бързи, добре въоръжени и бронирани. Това е постигнато чрез заобикаляне на клаузите на Версайския договор и последвалите различни военноморски съглашения. Въпреки че е планиран и стартиран проект за голямо превъоръжаване (план „Z“), началото на войната през 1939 г. пренасочва големи количества материали към други области. По-нататък с разширяването на военните действия известен брой кораби на окупираните от Германия страни са присъединени към Кригсмарине. Някои от изброените по-долу единици не се вместват в най-разпространените корабни класификации.

### Надводни кораби
Това са големите бойни единици на Кригсмарине, без подводниците. Включват:

#### Самолетоносачи
- Тип „Граф Цепелин“:
  - „Граф Цепелин“ – конструкцията започва през 1936 г., но корабът не е завършен.
  - „Петер Щрасер“ – започнат по същия проект през 1938 г., но също не е завършен.
- Преоборудвани в ескортни:
  - „Зайдлиц“ – немски тежък крайцер, за който е решено да се преоборудва в самолетоносач. Но през 1940 г. е продаден на руснаците.
  - „Де Грас“ – пленен френски лек крайцер, за който е взето същото решение.
  - Три немски пасажерски лайнера.

Преоборудването им започва през 1942 г., но на следващата година работите са преустановени нацяло поради липса на материали и промяната на военната обстановка. С прекратяването на строителството на нови и преоборудването на други кораби в самолетоносачи, спира и разработката на „Fieseler Fi 167“ – бъдещия палубен двумоторен бомбардировач. Германия така и не успява да спусне на вода свой самолетоносач.

#### Линейни кораби
- Тип „Бисмарк“:
  - „Бисмарк“
  - „Тирпиц“
- Тип „Шарнхорст“:
  - „Шарнхорст“
  - „Гнайзенау“

Класификацията на тези кораби е проблематична – британците ги определят като крайцери (с аргумента, че 11-дюймовия основен калибър не е достатъчен), докато според немската класификация те са линейни кораби (Schlachtschiffe).

#### Линейни кораби от ерата преди дреднаутите
- „Силезия“
- „Шлезвиг-Холщайн“

Заедно с „Хесен“, това са единствените по-големи кораби, които са оставени на Германия след Версайския договор. Старите „Силезия“ и „Шлезвиг-Холщайн“ са използвани предимно като кораби за обучение в състава на Кригсмарине, но участват и в няколко операции по време на Втората световна война („Хесен“ още през 1930 г. е превърнат в радиоуправляема учебна цел).

#### Джобни линейни кораби
- Тип „Дойчланд“:
  - „Дойчланд“ (по-късно преименуван на „Лютцов“)
  - „Адмирал Шеер“
  - „Адмирал граф Шпее“

Съвременните историци предпочитат да класифицират тези кораби (Panzerschiff) като тежки крайцери и всъщност дори и немския военноморски флот ги прекатегоризира като такива (Schwere Kreuzer) през 1940 г.

#### Тежки крайцери
- Тип „Адмирал Хипер“:
  - „Адмирал Хипер“
  - „Блюхер“
  - „Принц Ойген“
  - „Зайдлиц“
  - „Лютцов“

#### Леки крайцери
- Тип „Емден“:
  - „Емден“
- Тип „K“:
  - „Кьонигсберг“
  - „Карлсруе“
  - „Кьолн“
- Тип „Лайпциг“:
  - „Лайпциг“
  - „Нюрнберг“

#### Спомагателни крайцери
По време на войната няколко кораба са въоръжени и превърнати в спомагателни крайцери (Hilfskreuzer). Използвани са като рейдери срещу търговския флот на Съюзниците и действат предимно в Индийския и Тихия океан. Това са:
- „Орион“
- „Атлантис“
- „Видер“
- „Тор“
- „Пингвин“
- „Бик“
- „Комет“
- „Корморан“
- „Михел“
- „Коронел“
- „Ханза“

#### Миноносци
Въпреки че немските миноносци (Zerstörer) са сравнително по-модерни и по-големи от тези на другите държави, те изпитват известни трудности. По-ранните класове са нестабилни, поемат вода при бурно време, изпитват проблеми с двигателите и имат малък район на действие. Някои от проблемите са разрешени при миноносците от следващите класове, но по-нататъшните разработки са прекъснати от Втората световна война и поражението на Германия. През първата година на войната, те са използвани предимно за полагане на минни полета по морските пътища край бреговете на Великобритания.

#### Торпедни катери
През 30-те години това са малки съдове, разчитащи само на торпедата си, но постепенно се развиват до размерите на малки миноносци, добре въоръжени с торпеда, мини и оръдия. През 40-те са планирани два нови класа, но така и не е построен нито един катер.

#### Транспортни кораби
Обикновено това са пасажерски лайнери, преоборудвани за превоз на войски и снаряжение. Най-големите са:
- „Кап Аркона“
- „Гоя“
- „Вилхелм Густлов“
- „Щойбен“

#### Други кораби
- Минни заградители
- Миночистачи
- Канонерски лодки
- Моторни катери
- Стражеви катери

#### Корабна авиация
Линейните кораби и линейните крайцери имат по 2 – 3 хидроплана Арадо Ар 196, изстрелвани от катапулт.

### Подводници
В началото на войната немските ВМС имат сравнително малко подводници. Това обаче бързо се променя, особено след като Хитлер губи доверие в големите кораби. Спорно е дали ако повече ресурси са били насочени по-рано за изграждането на голям подводен флот, това би променило хода на войната със Съюзниците, и по-специално би поставило Великобритания в безизходно положение. В действителност още след първата година на войната ускореното строителство на нови подводници едва компенсира загубите. Основните класове в Кригсмарине са:
- Тип XI – клас с голям обсег на действие, използван за операции в южния Атлантик, Индийския и Тихия океан.
- Тип VII – най-многобройния клас, използван предимно в северната част на Атлантически океан.
- Тип Х – малки подводници за поставяне на минни заграждения
- Тип XVI – специализиран клас за поддръжка (Milchkuh – т.нар. „млечни крави“) – използван за доставки на гориво и боеприпаси за другите подводници
- Тип XXI и Тип XXIII са подводници, използващи електричество. Успешно противодействат на антиподводните тактики и средства на Съюзниците, но не е произведен достатъчен брой от тях. След войната са използвани за прототипи в много страни.

През Втората световна война около 60% от немските подводници (общо построени 1162, от които 863 участват в бойни действия) са унищожени в сражения, 28 000 от общо 40 000 подводничари никога не се завръщат, а други 8000 души са пленени. Останалите подводници на Кригсмарине или са пленени от Съюзниците, или са потопени от собствените си екипажи в края на войната.

### Пленени кораби
Успешните военни кампании в Европа дават в ръцете на немския флот голям брой кораби на победените държави. Пленени са кораби на Норвегия, Холандия, Гърция, Югославия, Франция, Италия (след примирието ѝ със Съюзниците) и СССР. Някои от корабите са приети на въоръжение в Кригсмарине, но повечето са изоставени, потопени или унищожени.

## Успехи
През годините на войната Кригсмарине успява да потопи огромен брой противникови кораби (военни и търговски). Ето някои от най-големите успехи:
- 17 септември 1939 г. – самолетоносача Корейджъс е торпилиран от подводница U-29, докато ескортира конвой
- 14 октомври 1939 г. – потопен е линейния кораб Роял оук (торпилиран от подводница U-47, докато е на котва в Скапа Флоу)
- 8 юни 1940 г. – самолетоносача Глориъс е потопен с артилерийски огън от „Шарнхорст“ и „Гнайзенау“
- 24 май 1941 г. – линейния крайцер Худ е потопен от „Бисмарк“
- 14 ноември 1941 г. – самолетоносача Арк Роял е потопен от подводница U-18
- 25 ноември 1941 г. – линейния кораб Баръм е торпилиран от подводница U-331

## Главнокомандващи
- 1935 – 1943 г. – Ерих Редер (от 1928 г. командва тогавашната Райхсмарине)
- 1943 – 1945 г. – Карл Дьониц
- май 1945 г. – Ханс Георг фон Фридебург
- май – юли 1945 г. – Валтер Варцех (до ликвидирането на Кригсмарине)